# Palabra simple
La palabra simple es una palabra que está constituida por una sola raíz, como por ejemplo sol, niño y pirata. A pesar de que las palabras simples lleven morfemas flexivos, siguen considerándose palabras simples, porque a partir de dichos morfemas flexivos no crean palabras con nuevos significados. La palabra sigue siendo la misma, que ha variado solamente en algún rasgo gramatical.
Desde una perspectiva morfológica, la palabra simple es aquella unidad lingüística
conformada por sólo una raíz, es decir, la unidad más pequeña de una palabra que
contenga el valor léxico de la palabra. Por ejemplo: Hoy, mal, día, etc
La palabra simple es también aquella que está compuesta por una raíz junto a una
terminación que le aporte valor gramatical.

## Ejemplos en español
La palabra niño puede adoptar cuatro formas gramaticales: niño, niña, niños y niñas, y las cuatro formas son consideradas palabras simples. De igual manera, cualquier modificación gramatical, como por ejemplo piratas, se considera palabra simple. En los verbos sucede lo mismo: en jugaréis, jugaremos o jugabas se analizan como palabras simples, ya que es la misma palabra solo que ha variado en tiempo, persona y número.
Palabras simples (raíz):
Sol,
Hoy,
Mal,
Día.
Palabras simples (raíz + sufijo)
Perr-o,
Coch-es,
Llor-aron,
Chic-o.